# Ryszard Kubiak
Ryszard Kubiak (født 22. marts 1950 i Bydgoszcz, Polen, død 6. februar 2022) var en polsk roer.
Ved OL 1980 i Moskva vandt Kubiak som styrmand (sammen med roerne Adam Tomasiak, Grzegorz Nowak, Grzegorz Stellak og Ryszard Stadniuk) en bronzemedalje for Polen i disciplinen firer med styrmand. Østtyskland og Sovjetunionen vandt guld og sølv. Ved de samme lege var Kubiak styrmand i den polske otter, og han deltog også ved både OL 1972 i München og OL 1976 i Montreal.
Kubiak vandt desuden én VM-medalje, en sølvmedalje i toer med styrmand ved VM 1975 i Nottingham.

## OL-medaljer
- 1980:  Bronze i firer med styrmand